# Франсоаз д'Обине, маркиза дьо Ментнон
Франсоаз д'Обинье, маркиза дьо Ментнон (на френски: Françoise d'Aubigné, Marquise de Maintenon; * 27 ноември 1635, † 15 април 1719), известна и като Мадам Дьо Ментнон (френски: [madam də mɛ̃t(ə)nɔ̃]  ( произношение), на български се предава и като Ментьонон), е втора съпруга на френския крал Луи ХІV. Нейният живот е историята на един невероятен възход, тъй като се издига от най-ниските слоеве на френската аристокрация до мястото на френска кралица. Считана е за „сив кардинал“ в сянката на Краля-слънце, обвинявана за някои негови решения. Създателка е на училището Сен Луи в Сен Сир край Париж за бедни, но благородни дами.

## Произход и ранни години
Тя е внучка на протестантския поет Агрипа д'Обинье, който е бил сред приближените на крал Анри ІV. Родена е в потресаваща беднота в затвора в Ниор, където по това време баща ѝ Констан и майка ѝ Жана са затворени, защото са поддържали връзки с англичаните след обсадата на Ла Рошел. Неин кръстник става Франсоаз дьо Ларошфуко, затова момичето получава неговото име. Щом се озовава на свобода (1639), семейството се преселва в Мартиника, където баща ѝ се надява да започне на чисто. Волтер разказва история, при която, оставено само на брега, детето замалко не е разкъсано от голяма змия. Там Констан д'Обинье умира, а жена му и дъщеря му се връщат във Франция. Принудени са да живеят с благодеянията на свои роднини, най-вече на лелята на детето мадам дьо Вилет. Тя настоява малката Франсоаз да учи в католическо училище, следователно да премине в лоното на католицизма. Скоро интерес към нея показва сакатият и много по-възрастен поет Пол Скарон. В началото девойката отхвърля предложението му за брак, но беднотата я принуждава да отстъпи. През 1652 г. те се женят и това ѝ осигурява неголеми финансови възможности. В дома ѝ често се събират интелектуалци и видни придворни, общуването с които помага много за нейното израстване. Когато Скарон умира през 1660 г., младата вдовица дълго се моли на краля да отпусне неговата пенсия на нея. Той склонява едва след две години.

## Характер и силни страни
Франсоаз д'Обинье е хубава и стройна, но не това е силата ѝ, а интелигентността и бързия ѝ ум. По-късно тя ще покаже, че притежава и политически и управленски способности. Благодарение на приветливия си характер и на умението да внушава доверие тя има много приятели и редица важни фигури в двора търсят компанията ѝ. Една от тях е мадам дьо Монтеспан, бъдещата фаворитка на краля. Самият крал обаче не е очарован от нея в началото и я намира за „непоносима“, твърде педантична, набожна и резервирана – „всички неща, които той не харесваше в жените“.
Младата вдовица на Скарон притежава качествата на добра майка, въпреки че не може да има деца. Тя е грижовна и обичлива и способна на голяма нежност. Джон Улф смята, че е благочестива и прекалено скромна, с което напомня на Анна Австрийска; и добавя, че това не е просто съвпадение.

## В двора на Луи ХІV

### Гувернантка на кралските деца
В началото Франсоаз д'Обинье се ползва от покровителството на Анна Австрийска. Когато кралицата-майка умира († 1666), пенсията от 2000 ливри е прекратена. Младата жена отново изпада в крайна бедност, от която я спасява мадам дьо Монтеспан. През 1669 г. тя ражда първото си дете от краля и моли д'Обинье да се грижи за малкото момиченце. За жалост то умира като бебе. Фаворитката обаче продължава да ражда, с което осигурява постоянен ангажимент. Така се появяват Луи-Огюст, после херцог дю Мен; Луи-Сезар, граф дьо Вексан; Луиз-Франсоаз, мадмоазел дьо Нант; и Франсоаз-Мари, мадмоазел дьо Блоа. Само последното дете – Луи-Александър, граф дьо Тулуз е отгледан от Мадам Колбер и Мадам Жюсак (Мадам Колбер преди това е възпитавала и неговата полусестра Мари-Ан Мадмоазел дьо Блоа дъщеря на краля от Луиз дьо ла Валиер).
Като бебета те са дадени на различни жени, докато госпожа Скарон надзирава процеса, но после са събрани под нейните грижи в дома ѝ на улица Вожирар. Именно в тази къща кралят се запознава с бъдещата си съпруга. Той обича да прекарва време с децата си и въпреки че в началото не одобрява гувернантката, не може да отрече висотата на нейните грижи. Постепенно мнението му се променя. Той е увлечен от обичта, която децата му показват към нея. Открива, че хапливият ѝ език го привлича, улавя се, че мисли за нея.

### От гувернантка до тайна съпруга
Доволен от работата ѝ, кралят ѝ отпуска заплата от 200 000 ливри годишно. Така тя за първи път се спасява от постоянната беднота. През 1674 г. купува замъка Ментнон в околностите на Париж, а по-късно е дарена от краля и с титлата маркиза дьо Ментнон. Именно от този момент започва приятелството между тях. Първоначално то се изразява в разговори за способностите и поведението на децата, а след това в обсъждане на политиката и управлението. Това е и времето, когато Луи започва да се отегчава от Монтеспан, от нейната арогантност и чести изблици на ревност. Спорен е въпросът дали още на този етап Ментнон се е стремила да измести фаворитката. Важен момент е назначаването ѝ за първа придворна дама на Мария-Анна, съпруга на престолонаследника Луи. Сега вече, независима от Монтеспан, маркизата може да говори на краля колко неморално е да продължава да бъде с омъжена жена. След „аферата с отровата“ доверието на Луи в Монтеспан приключва и през 1680 г. тя напуска двора, изпадайки в немилост.
След смъртта на испанската съпруга на краля Мария-Терезия на 30 юли 1683 г. Луи ХІV настоява да се ожени за Ментнон, макар и тайно. Датата на бракосъчетанието е много спорна и варира в широки граници. Волтер приема годината 1686, Емили Боулс (биограф на маркизата) – 12 юни 1684. Според Франсоаз Шандернагор това събитие се случва през нощта на 9 срещу 10 октомври 1683 г. Енциклопедия Британика твърди, че възможното време се простира от октомври 1683 до май 1697 г. Ако е вярно, че кралят се жени за нея, за да я има в леглото си, тогава сватбата трябва да се е случила още в началото.

### Влияние върху краля. Роля в живота му
Нехаресвана от семейството на Луи, маркиза дьо Ментнон живее без излишна показност и без онзи стремеж да дразни останалите, който е имала Монтеспан. Тя се изолира от двора и обитава съседен на неговия апартамент, където кралят ходи по няколко пъти на ден. Вечер там работи с министрите си, а тя не взема никакво отношение по политическите въпроси пред тях. Тихо и скромно работи над ръкоделието си или чете и отхвърля всеки опит да бъде въвлечена в дискусиите. Избягва всякакво участие в интриги и се стреми името ѝ да не се свързва с нищо нередно. Този възглед, изложен още от Волтер и потвърден от други френски източници, не се възприема обаче от повечето автори, които смятат, че влиянието на маркизата в политическия живот е голямо. Всъщност то трудно може да бъде преценено, защото ако кралят се консултира с нея, това винаги е на четири очи. Самата Ментнон пише: „В първите години от нашия брак моят съвет не бе последван в нито едно важно дело, за което ми бе поискано мнение.“
Когато Ментнон придобива влияние върху краля, в обкръжението му враждуват два големи рода – на интенданта на финансите Жан-Батист Колбер и на военния министър льо Телие. Новата фаворитка заема страната на първия род и открито не одобрява могъщия министър Лувоа, син на льо Телие. Много от нейните преценки за Лувоа са неоснователни. Историците откриват вероятност да е оказала влияние върху Луи в няколко случая:
- за отмяната на Нантския едикт през 1685 г.[15] и за последвалия терор над хугенотите (т. нар. Драгонади). Факт е, че тя не се застъпва открито за своите някагошни събратя, но в писмата си пише, че не би могла, тъй като веднага ще бъде обвинена в пристрастия.
- за назначаването на Мишел Шамияр за интендант на финансите през 1690, което се оказва сполучлив избор.
- за назначаването на своя любимец Вилроа вместо Никола дьо Катина като командващ на войските в Италия през 1701 г. Той се оказва некомпетентен и търпи тежко поражение при Кремона.
- за решението на краля да признае незаконните си синове Мен и Тулуз за „кръвни принцове“ през 1714 г. Тук ролята ѝ е почти сигурна, защото Мен е неин любимец и тя би се радвала да го види на престола.

## Последни години
Една от заслугите на мадам дьо Ментнон е създаването на училището в Сен Сир през 1686 г. – селце на пет километра западно от Версай. То получава името Кралски дом Сен Луи. Там бедни аристократични девойки се обучават да стават придворни дами. Училището има много по-голяма роля, отколкото смятат зложелателите ѝ. Там тя може отново да прояви своите майчински инстинкти, както и вродените си умения да ръководи и преподава. Начело на учреждението застава Шамияр и успешната му работа води до заемането на министерски пост. Една от възпитаничките е Мари-Аделаид Савойска, бъдещата съпруга на Луи дьо Бургон и любимка на двора.
След смъртта на Луи ХІV на 1 септември 1715 г. Ментнон се оттегля в Сен Сир, където получава от регента Филип ІІ Орлеански солиден доход от 48 000 ливри годишно. Всякакво влияние в политиката приключва. Все пак продължава да предизвиква интерес, например от страна на руския цар Петър І, който я посещава. Умира през 1719 г. на 84 години.

## Наследство. Мадам дьо Ментнон в изкуството
Маркизата оставя над 60 000 писма, които съвестно са обработени и издадени след смъртта ѝ под формата на Спомени. Те трябва да се четат много критично, защото са пълни с пристрастни и заблуждаващи оценки. Също така критично трябва да се гледа и на спомените на херцог дьо Сен-Симон, който я ненавижда и яростно се стреми да я злепостави. Въз основа на спомените ѝ през 1981 г. Франсоаз Шандернагор създава романа L'Allée du Roi (Алеята на краля), който има документална стойност. Преведен е на български език от Бояна Петрова и издаден през 1987 г. под името В сянката на Краля-слънце. По книгата на Шандернагор Нина Компанез създава телевизионен сериал. Там главната роля се играе от Доминик Блан.
Ментнон се споменава в няколко известни книги. В Двадесет години по-късно Александър Дюма включва младата Франсоаз д'Обинье в една сцена с Раул дьо Бражелон в дома на поета Скарон. По-късно Артър Конан Дойл описва сватбената ѝ церемония в романа Изгнаници.